# Светско првенство у скоковима у воду 2019 — даска 3 м синхронизовано за мушкарце
Такмичење у синхронизованим скоковима у воду са даске 3м у мушкој конкуренцији на Светском првенству у скоковима у воду 2019. одржано је 13. јул 2019. године као део програма Светског првенства у воденим спортовима. Квалификације су се скакале у јутарњем, а финале у вечерњем делу програма. Такмичења су се одржала у базену Општинског центра за водене спортове у Квангџуу у Јужној Кореји.
Учестовало је 25 парова из исто толико земаља, а пласман у финале остварило је 12 најбољих парова из кфалификација. Златну медаљу освојио је кинески пар Цао Јуен и Сје Сији који је две године раније у Будимпешти 2017. освојио сребрну медаљу. Сребрну медаљу је освојио британски дуо Гудфелоу−Ло, док је бронза припала мексичком пару Кастиљо−Селаја.

## Освајачи медаља
|                            | Резултат |                                              | Резултат |                                      | Резултат |
|                            |          |                                              |          |                                      |          |
| Кина · Цао Јуен · Сје Сији | 439,74   | Велика Британија · Данијел Гудфелоу · Џек Ло | 415,02   | Мексико · Јаел Кастиљо · Хуан Селаја | 413,94   |

## Резултати
У синхронизованим скоковима са даске са висине од 3 метра такмичило се укупно 25 парова. Такмичарски програм се одржао 13. јула, квалификације су се скакале у јутарњем делу програма са почетком од 10:00 часова по локалном времену (УТЦ+9), док је финале одржано у вечерњем делу програма са почетком од 20:45 часова.
| ПЛ. | Репрезентација         | Такмичари                           | Квалификације | Квалификације | Финале            | Финале            |
| ПЛ. | Репрезентација         | Такмичари                           | Бодови        | Плас.         | Бодови            | Плас.             |
| --- | ---------------------- | ----------------------------------- | ------------- | ------------- | ----------------- | ----------------- |
|     | Кина                   | Цао Јуен Сје Сији                   | 447,18        | 1.            | 439,74            | 1.                |
| 2   | Велика Британија       | Данијел Гудфелоу Џек Ло             | 377,22        | 4.            | 415,02            | 2.                |
| 3   | Мексико                | Јаел Кастиљо Хуан Селаја            | 366,60        | 9.            | 413,94            | 3.                |
| 4.  | Немачка                | Патрик Хауздинг Ларс Ридигер        | 376,44        | 6.            | 399,87            | 4.                |
| 5.  | Русија                 | Јевгениј Кузњецов Никита Шлејхер    | 345,00        | 12.           | 396,81            | 5.                |
| 6.  | Украјина               | Александар Хоршковозов Олег Колодиј | 378,03        | 3.            | 393,24            | 6.                |
| 7.  | Јапан                  | Шо Сакај Кен Тераучи                | 384,09        | 2.            | 389,43            | 7.                |
| 8.  | Сједињене Државе       | Ендру Капобјанко Мајкл Хиксон       | 374,97        | 7.            | 388,08            | 8.                |
| 9.  | Колумбија              | Себастијан Моралес Данијел Рестрепо | 367,44        | 8.            | 381,36            | 9.                |
| 10. | Јужна Кореја           | Ким Јонгнам Ву Харам                | 376,47        | 5.            | 372,33            | 10.               |
| 11. | Пољска                 | Кацпер Лесјак Анджеј Жешутек        | 350,28        | 10.           | 360,69            | 11.               |
| 12. | Малезија               | Чев Јивеј Ој Це Љанг                | 348,00        | 11.           | 357,30            | 12.               |
| 13. | Француска              | Гвендал Биш Алексис Жандар          | 344,16        | 13.           | Нису се пласирали | Нису се пласирали |
| 14. | Аустралија             | Метју Картер Ли Шисин               | 338,40        | 14.           | Нису се пласирали | Нису се пласирали |
| 15. | Доминиканска Република | Франдијел Гомез Хосе Рувалкаба      | 335,25        | 15.           | Нису се пласирали | Нису се пласирали |
| 16. | Швајцарска             | Гијом Дутоа Симон Рајхоф            | 330,60        | 16.           | Нису се пласирали | Нису се пласирали |
| 17. | Италија                | Лоренцо Марсаља Ђовани Точи         | 320,64        | 17.           | Нису се пласирали | Нису се пласирали |
| 18. | Нови Зеланд            | Антон Даун Џенкинс Лајам Стоун      | 319,29        | 18.           | Нису се пласирали | Нису се пласирали |
| 19. | Сингапур               | Тимоти Ли Марк Ли                   | 314,91        | 19.           | Нису се пласирали | Нису се пласирали |
| 20. | Кувајт                 | Абдулрахман Абас Хасан Кали         | 307,77        | 20.           | Нису се пласирали | Нису се пласирали |
| 21. | Бразил                 | Луис Бонфим Каван Фигередо          | 297,15        | 21.           | Нису се пласирали | Нису се пласирали |
| 22. | Египат                 | Јусеф Езат Амар Хасан               | 294,63        | 22.           | Нису се пласирали | Нису се пласирали |
| 23. | Грузија                | Сандро Меликидзе Торнике Оникашвили | 292,71        | 23.           | Нису се пласирали | Нису се пласирали |
| 24. | Куба                   | Анхељо Алсебо Лајдел Домингез       | 267,72        | 24.           | Нису се пласирали | Нису се пласирали |
| 25. | Канада                 | Филип Гање Франсоа Ембо-Дилак       | 182,94        | 25.           | Нису се пласирали | Нису се пласирали |